# Hovtashat
Hovtashat är en ort i Armenien.   Den ligger i provinsen Ararat, i den västra delen av landet, 17 kilometer sydväst om huvudstaden Jerevan. Hovtashat ligger 837 meter över havet och antalet invånare är 3 472.
Terrängen runt Hovtashat är platt. Runt Hovtashat är det ganska tätbefolkat, med 155 invånare per kvadratkilometer.. Närmaste större samhälle är Jerevan, 17,2 kilometer nordost om Hovtashat.
Trakten runt Hovtashat består till största delen av jordbruksmark.